# 云游 (诗集)
《云游》，徐志摩的代表性诗集。
徐志摩的代表性作品有：诗集《志摩的诗》、《翡冷翠的一夜》、《猛虎集》、《云游》；散文集《落叶》、《自剖》、《巴黎的鳞爪》、《秋》。

## 写作与出版
该诗集是徐志摩的最后一部诗集，收录十三首，为徐志摩去世后，应邵洵美的约请，由徐志摩的学生陈梦家编写，1932年新月书店出版。

## 内容
徐志摩后期的诗作在思想倾向和情感倾向上明显地不同于前期诗作。在《猛虎集》和《云游》中，伤心绝望的情绪弥漫于大部分诗篇。这有可能与1927年的政治风云有关，也极有可能与他个人生活中的某些变故有关。

## 主题与思想
不仅以其优美的想象以及意境的空灵洒脱打动着读者，而且也因为其中隐约着的对人生的理解与生命的把握时时透出的希望与信仰使读者认识到艺术的价值与美的意义。在这些诗中，徐志摩构筑着自己“爱、自由、美”的单纯信仰的世界。